# کویبیده
کویبیده (به لهستانی:  Kujbiedy) یک روستا در لهستان است که در گمینا یاشونووکا واقع شده‌است.